# Tölcséres fúvókájú hangszerek
A tölcséres fúvókájú hangszerek – építési anyaguktól függetlenül – rézfúvós hangszerek néven is ismertek, mert mai változataik leggyakrabban rézötvözetből készülnek. Lényeges különbségük más fúvós hangszerektől nem anyagukban, hanem megszólaltatási módjukban van, ugyanis e hangszerek elsődleges hangforrása a hangszerjátékosnak az átpréselt levegő által rezgésbe hozott ajkai által keltett nyomásingadozás. A hangkeltés legtöbbször egy tölcsér- vagy csészeformájú fúvóka segítségével történik, de egy cső nyílása is betöltheti ezt a szerepet.
Ez a rezgés egy gyakran összetett formájú, változó keresztmetszetű hangszertest, rezonátorcső különböző sajátrezgéseit, rezgési móduszait képes gerjeszteni, így zenei hangokat, hangsorokat lehet létrehozni. A keletkező hangmagasságokat ezen kívül esetenként hanglyukakkal (például cink), tolócsővel (például harsona), szelepekkel (például trombita) is lehet módosítani.
A hangszereknek ezt a kategóriáját szokás még (tágabb értelemben vett) kürtök néven is nevezni. A hangszerek Sachs–Hornbostel-féle osztályozása a fúvós hangszereken belül a trombiták fogalmát használja a hangszerek e kategóriájára.

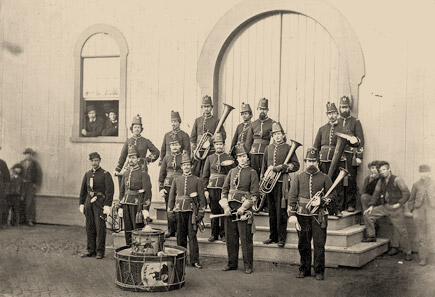
Fúvószenekar szaxkürtökkel a 19. század második felében

## Akusztika
A legtöbb aerofon hangszerhez hasonlóan a tölcséres fúvókájú hangszerek is három akusztikusan csatolt részre oszthatók: az elsődleges rezgéskeltő szerkezetre, a rezonátorra, és a hangot a külső térbe kisugárzó alkatrészre.

### A hangkeltő

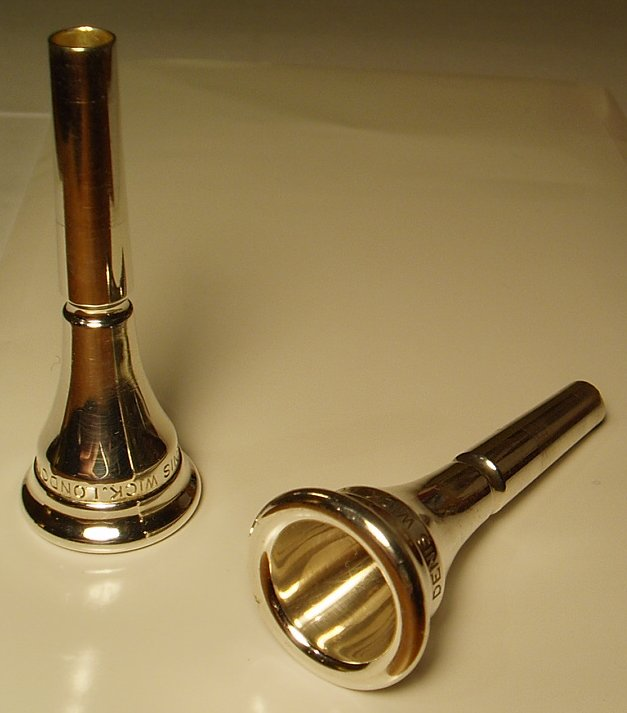
Kürtfúvókák

A tölcséres fúvókájú hangszerek elsődleges hangforrásuk alapján a nyelvsípok családjába tartoznak, de itt a hangszerjátékosnak a fúvókához illesztett rezgő ajkai alkotják a nyelvsípot, a rácsapó nyelvekhez hasonló elv alapján. A hangkeltés módja ennek ellenére sokban különbözik az egyszerű vagy kettős nádsípokétól, itt a tölcséres fúvóka is részt vesz a hangképzésben úgy, hogy kis üregrezonátorként működve visszahat az ajkak rezgésére. Másik fontos különbség, hogy az ajkak tömege nagyobb, mint a példaként említett rezgő nádaké, így a játékos könnyebben tud hatást gyakorolni arra, hogy melyik csőrezonancia szólaljon meg, sőt, ha kell, némileg módosítani is tudja ezek frekvenciáját. Ezt a zenész ajkai feszességének, a rajta átpréselt levegő mennyiségének, sebességének változtatásával tudja elérni. A csőben létrejövő állóhullám ezután visszahat az ajkak rezgésére, állandósítja, stabilizálja azt.

### A rezonátor
A tölcséres fúvókájú hangszerek rezonátora – a legtöbb fúvós hangszerhez hasonlóan – egy cső, amelynek levegőoszlopában a fúvóka gerjesztése nyomán állóhullámok jönnek létre. A cső a legegyszerűbb esetben állandó keresztmetszetű, hengerszerű, vagy lehet egyenletesen táguló, kónikus, de a legtöbb esetben összetett formájú. A túlnyomórészt hengerszerű furattal rendelkező hangszereket (trombita, harsona) trombitaféléknek is szokás nevezni, a táguló, kúpszerű furatú hangszereket (sófár, kürt, szárnykürt) kürtöknek. A hangkeltés nyelvsíp jellege miatt a cső akusztikailag egyik végén zártnak tekinthető, tehát hengeres cső esetén az alaphang páratlan rendszámú részhangjai rezonálnak csak benne, kúpos furat esetén a teljes felhangsor.
| A rezonátor részeinek aránya néhány hangszernél |          |      |         |
| (hosszúság)                                     | trombita | kürt | harsona |
| fúvóka rész                                     | 21%      | 11%  | 9%      |
| hengeres cső                                    | 29%      | 61%  | 52%     |
| tölcsér                                         | 50%      | 28%  | 39%     |

A fejlett tölcséres fúvókájú hangszerek csőrezonátora az alábbi négy részre osztható:
1. a fúvóka a maga üregével
2. a fúvóka után következő táguló csőszakasz
3. állandó keresztmetszetű, hengeres csőszakasz
4. a tölcsérszerűen kitáguló rész.

Ezeknek a részeknek az aránya a különböző fajtájú hangszerekben jelentősen eltér. A trombita jellegzetesen fényes, érces hangját hagyományosan szűk keresztmetszetű, nagyrészt hengerszerű csövének köszönheti. A harsona tolócsövének teleszkópszerű működése mechanikailag megköveteli, hogy a csőrezonátor javarésze szintén cilindrikus, állandó keresztmetszetű legyen. De minden szelepekkel ellátott hangszernél, még ha amúgy kónikus, kúpszerű furattal rendelkezik is, a szelepek által beiktatott csőszakaszoknak szükségszerűen állandó keresztmetszetűeknek kell lenniük. Ebből az a kellemetlen tény következne, hogy e hangszerek rezonanciái nem felelnek meg a természetes felhangsornak, ahogy az zenei szempontból kívánatos lenne, hiszen az egyik végén zárt hengeres cső csak alaphangjának minden második felhangjára rezonál. Szerencsére nem ez a helyzet.

#### A fúvóka hatása
A fúvóka amellett, hogy a hangszer megszólaltatását könnyebbé, kényelmesebbé teszi, közreműködik abban is, hogy az egyik végén zárt rezonátorcsövekre jellemző, csak a páratlan rendszámú részhangokat tartalmazó rezonanciasort a természetes felhangsorhoz közelítse. Az ajkakkal lezárt fúvóka egy kis üregrezonátorként működik, és ahogy a játszott hang magassága közelít ennek az üregrezonátornak a saját frekvenciájához, a hangszer rezonátorcsöve akusztikailag fokozatosan meghosszabbodik, közelítve a fúvóka térfogatának megfelelő mértékben megnövelt csőhosszúsághoz. Az egyre magasabb rezonanciák így egyre inkább eltérnek lefelé eredeti magasságukhoz képest.

#### A tölcsér hatása
A fúvós hangszerek tölcsére – amennyiben van rajtuk ilyen – elősegíti a csőrezonátorban létrejövő hang kicsatolását, kisugárzását a külvilágba. A rézfúvós hangszereknél ugyanakkor a rohamosan táguló tölcsérnek olyan hatása is van, hogy magasabbra hangolja az egyes rezonanciákat, méghozzá annál jelentősebb mértékben, minél mélyebb hangról van szó. A mélyebb hangok előbb verődnek vissza a cső tölcséres végén, rövidebbnek „érzékelik” a rezonátorcső hosszát, ezért viszonylag magasabban szólnak.
Így a tölcsér a fúvóka módosító hatásával együtt alulról és felülről mintegy „összenyomja” az egyik végén zárt cső jellemző rezonanciasorát a természetes felhangsornak megfelelő, kívánatos értékekre.

#### A pedálhang
Az ilyen módon létrehozott rezonanciasor legalsó hangja viszont a természetes felhangsor alaphangjánál jóval alacsonyabb, használhatatlan hang. A valódi, tiszta alaphangot nevezzük pedálhangnak, de általában nincs a hangszernek olyan rezonanciája, amely ennek megfelelne. Ennek ellenére megszólaltatható, mert létező felhangsora elősegíti, hogy a játékos ajkai ezt a frekvenciát vegyék föl. Ez tehát egy fiktív, virtuális alaphang, de a rézfúvós hangszereken valóságosan is előállítható. Főleg a bő menzúrájú hangszereken használható, fontos hang.

## Hangsorok létrehozása

### Csőrezonanciák

A felhangsor a kiegyenlített hangoláshoz viszonyítva

A tölcséres fúvókájú hangszereken hangsorok, dallamok létrehozásának legjellemzőbb, legsajátabb módja az, hogy a megfúvás módjának, az ajaktónus, a megfúvás erősségének megváltoztatásával a hangszer csövébe zárt levegőoszlop különböző rezgési módjait, rezonanciáit hívjuk elő. Ha megfelelő a hangszer felépítése, méretezése, akkor ezek a rezonanciák a természetes felhangsor hangjainak megfelelően követik egymást.
A felhangsor második oktávja (a 2.-3.-4. részhang) már tartalmaz egy kvint hangközt, amellyel egyszerű kürtjeleket, szignálokat lehet létrehozni. A harmadik oktávban egy jól használható dúr hármashangzat van, a negyedikben pedig a tiszta hangolású diatonikus hangsorral részben azonos hangsorozat képezhető. A 4. fok (11. részhang) és a 6. fok (13, 14. részhang) hamis, de ajaktechnikával a helyére fújható. A natúrtrombitán, natúrkürtön dallamjátékra leginkább ez a fekvés használható, természetesen csak a hangszer saját hangnemében. A felhangsor ötödik oktávjában már úgy besűrűsödnek a hangok, hogy akár a kromatikus hangok is rendelkezésre állnak, de használatukhoz rendkívüli technikai tudás szükséges.

### Hanglyukak
A tölcséres fúvókájú hangszerek történelme során gyakran alkalmazták hangsorok létrehozására a fafúvós hangszereknél bevált módszert, mely szerint a megszólaló hangok magasságát úgy módosítják, hogy hanglyukak megnyitásával rövidítik le a rezonáló csőhosszúságot. A cinkek, a szerpent, az ophikleid ezen az elven működik, és a trombitának, kürtöknek is születtek hanglyukakkal ellátott, billentyűs változatai, de ezek mára nagyrészt feledésbe merültek.

### Tolócső

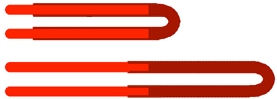
tolócső

A rezonátorcső hosszát legegyszerűbben teleszkópszerűen egymásba tolható részekkel lehet megváltoztatni. A legelső ilyen hangszerek, a tolótrombiták már a középkorban megszülettek, itt a fúvóka meghosszabbított csövének ki-be tologatásával lehetett az alaphangot változtatni. Ezeken a hangszereken a felhangsor harmadik oktávjában és attól feljebb teljes, kromatikus hangsorokat lehetett játszani. A saqueboute már U alakú, kettős tolócsővel működött, ez lett a mai harsona őse. Itt a tolócső adott mértékű elmozdulása a csőhossz növekedésében kétszeresen jelentkezik, ezért már az alaphang (pedálhang) fölötti kvinttől kezdve kromatikus hangsor képezhető. A tolócső nagy előnye még, hogy glissando, azaz a hangok közötti folyamatos átmenet létrehozására is alkalmas. A szelepes hangszerek behangolására is technikailag ehhez hasonló megoldást, „cúgot” használnak.

### Szelepek
A rézfúvós hangszerek hangmagasságát befolyásoló szelepeket a 19. század elején találták fel. Alkalmazásuk robbanásszerű változást idézett elő a rézfúvós hangszerek konstrukciójában és új, eddig ismeretlen hangszerek sokaságát hozta létre. A szelep lényege, hogy működtetése a hangszer rezonátorcsövét egy ponton megszakítja, és egy toldalék csődarabot iktat be oda. Ezzel meghosszabbítja azt, így az összes rezonanciát mélyebbre hangolja. Mindezt technikailag úgy kell megoldania, hogy a hang továbbra is akadálymentesen, azonos keresztmetszeten terjedhessen, ne keletkezzenek sarkok, szögletek, szűkületek.
Erre a célra sokféle megoldás, szabadalom született, ezek a zenész szemszögéből két csoportra oszthatók.
1. Nyomószelepek: egy hengeres üregben furatokkal ellátott dugattyú mozog, a furatok a hengerre kívülről csatlakozó csövekkel kerülnek kapcsolatba. A hang útjának megváltoztatása, elterelése sokféle módon történhet. Közvetlenül lenyomással működtethető, rugó tolja vissza eredeti helyzetébe.
2. Forgószelepek: egy hengeres fémházban különleges kialakítású forgórész fordul el derékszögben, a csatlakozó csövek a forgórész síkjában helyezkednek el. Áttételesen billentyű, rugó működteti. A különböző megvalósítások leginkább a billentyű és a szelep közötti mechanikai kapcsolatban térnek el.

Leggyakrabban három szelepet alkalmaznak, de nem ritka a négy, esetleg öt vagy hat szelepes hangszer sem. Az első szelep egy hanggal, a második félhanggal, a harmadik kisterccel hangolja lejjebb a rezonanciákat. Ha van negyedik szelep, az egy tiszta kvarttal mélyíti a hangot, az esetleges ötödik pedig egy oktávval. Ezek külön-külön, vagy egymással kombinálva is használhatók.

## Formák
A fémből öntött, vagy fából faragott tölcséres fúvókájú hangszerek alakja kezdettől fogva változatos volt, de a fémlemezből kalapált hangszereket eleinte csak egyenes formájúra tudták kialakítani. A Rómaiak az 1. században már ismerték a rézcsövek hajlításának technológiáját, de ez a tudás a korai középkorban feledésbe merült. Az egyre hosszabbá váló hangszerek (elsősorban a hosszú busine) hajlított formában való építése észak-Itáliából indult ki, és a 15 – 16. században kezdett jellemzővé válni. Ezzel a megoldással azt lehetett elérni, hogy így a hangszer súlypontja használat közben közelebb volt a zenészhez, kisebb erőkifejtéssel tudta azt megtartani. Másrészt a „kompaktabb” hangszer kevésbé sérülékeny, könnyebb szállítani, vagy például lóháton megszólaltatni. A cső meghajlítása tette ezen kívül lehetővé a kettős tolócső, illetve a szelepek alkalmazását is. A görbület nem befolyásolja lényegesen a hangszer hangzását, de törekedni kell arra, hogy ez a cső átmérőjéhez képest minél nagyobb ívű legyen.
A legjellemzőbb formákat az alábbi kategóriákba sorolhatjuk:

### Vízszintes

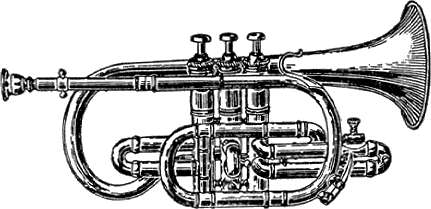
Vízszintes forma: kornett

A fúvóka és a tölcsér egyaránt vízszintes helyzetű. Legelső változata a kétszer meghajlított natúrtrombita, amely a 19. századig szinte változatlan formában maradt fenn. Ezt a formát őrzi a mai trombita, de ezen kívül a kornett és a szárnykürt is. Ritkán a mélyebb hangolású hangszerek, mint a tenorkürt, sőt a baritonkürt is előfordulnak ilyen változatban.

### Függőleges

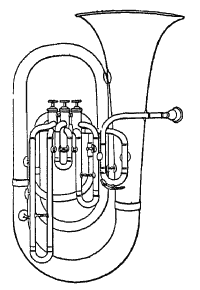
Függőleges forma: tuba

A tölcsér felfelé néz, a fúvóka rá merőleges, vízszintes helyzetű. Az ophikleid készült legelőször ilyen formában, később szinte az összes mély hangolású, bő menzúrájú rézfúvós hangszer, a tuba, az eufónium, a baritonkürt, tenorkürt. A kornettnek is készült ilyen változata, lóháton való használatra.

### Kürtszerű

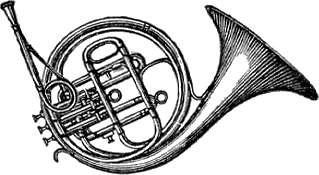
Kürtszerű forma: kürt

A kürt esetében különösen hosszú csőrendszer van meghajlítva, feltekerve úgy, hogy a fúvóka és a tölcsér viszonylag közel kerül egymáshoz. Így a kürtös az egyik kezével könnyedén eléri a tölcsért, és belenyúlva az erre a hangszerre jellemző módon módosíthatja a rezonanciákat.

### Ovális
Az ovális forma ötvözi a függőleges és a kürtszerű formát. Főleg a német és cseh készítésű forgószelepes baritonkürtökre, tenorkürtökre jellemző.

## Anyagok, technikák

### Talált tárgyak
Minden olyan tárgy, ami hosszú üreggel rendelkezik, kürtszerűen megszólaltatható lehet, legyen az bambuszcső, kivájt lopótök, üreges fadarab, nagyméretű csigaház vagy akár egy porszívócső.

### Kagylókürt
A csigaház nem más, mint egy önmagára feltekeredő üreges kúp, anyaga mész. Ha kellően nagy méretű, akkor kónikus csőrezonátornak is alkalmas, így egyszerű fúvós hangszer készíthető belőle. Leginkább a szárnyascsiga háza használható erre a célra, ha elvékonyodó csúcsa közelében megfelelő helyen megfúrjuk, hogy befúvónyílást hozzunk létre. Kürtfúvóka beillesztésével könnyebben megszólaltatható. A csendes-óceáni szigeteken, Ázsiában sokfelé használt hangszer. Ezek a kagylók ma többnyire veszélyeztetett fajokhoz tartoznak.

### Szaruból készült hangszerek

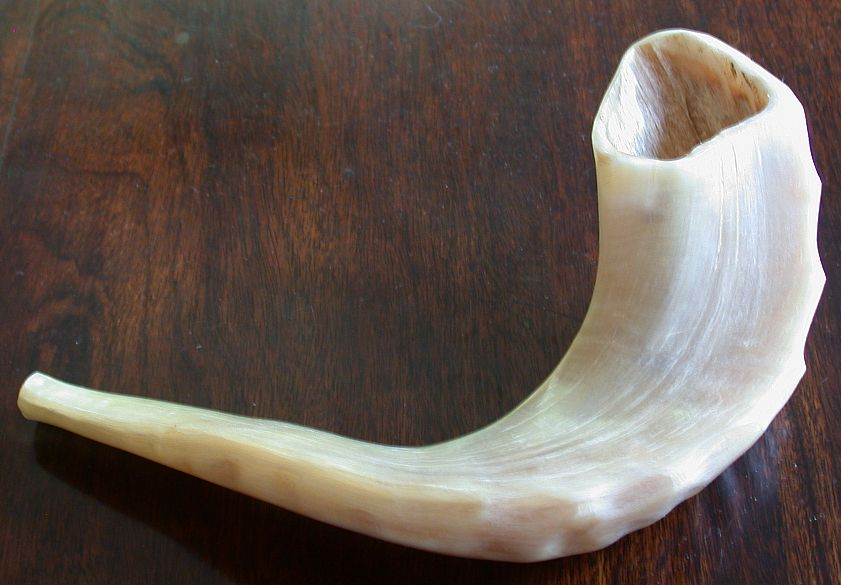
Askenázi sófár

Az állati szarv (de nem az agancs) természetes kónikus formája, alakíthatósága folytán különösen alkalmas kürtszerű hangszerek előállítására. Egyik legismertebb ilyen hangszer a zsidók sófárja, amely kos, antilop, gazella, vagy (a szarvasmarha kivételével) bármely más kóser állat szarvából készülhet.
Az állati szarv eredetileg nem üreges, azt porcos anyag tölti ki. A hasznos szaruanyagot a belső részétől hosszú áztatással, főzéssel, vagy ellenkezőleg, kiszárítással lehet elválasztani. A víz hatására a szaru megpuhul, alakíthatóvá válik, például a sófár tipikus megtört J-formáját ilyen módon, melegen, nedvesen alakítva lehet létrehozni.
A falvastagság a szarv hegyes végénél általában megnövekedik, ebből a részből lehet kialakítani a hangszer tölcséres fúvókáját, vagy az külön darabból is hozzáilleszthető. A szarvból készült hangszereket sokszor díszítik faragások, esetleg fémlemez bevonatot kapnak.

### Fából készült hangszerek

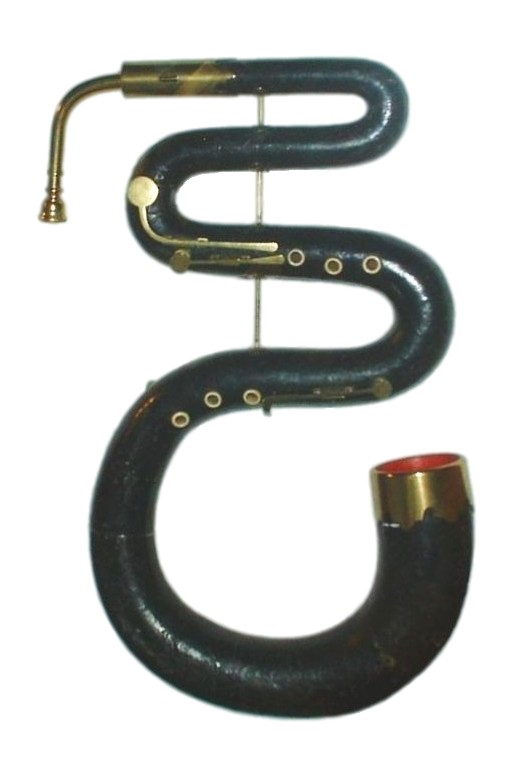
Szerpent

A legegyszerűbb fából készült trombitaféle hangszer a didzseridu, Ausztrália őslakóinak fúvós hangszere. Ennek belső üregét a termeszek rágják ki, az ember dolga csak az, hogy megtalálja a nagyjából megfelelő méretű, formájú darabot, és azt befejezze, díszítse.
A fából készült trombiták az ókortól a 14. századig gyakoriak voltak Európában is, de ismertebbek a fából faragott kürtszerű hangszerek, a cinkek, illetve a velük rokon mély hangú, girbegurba szerpent. Az alpesi kürt szintén fából van. Ezeknek az általában hajlított formájú hangszereknek az elkészítése a legtöbb esetben a fafúvós hangszerekétől gyökeresen eltérő megoldásokat követel, mert itt lehetetlen a belső üreget fúrással, a külső kiképzést esztergálással elkészíteni.
Ebben az esetben egy akkora méretű fatömbből indulnak ki, amelybe az egész hangszer belefér, és azt a majdani üreg középvonalának síkjában félbevágják. A két darabba nagy pontossággal, szimmetrikusan a belső üregnek megfelelő félkör keresztmetszetű vályúkat mélyítenek, majd a két fél darabot összeragasztják. Ezután kifűrészelik a hangszer külső körvonalát, kifaragják végső, lekerekített (vagy sokszögletű, például cink) formáját. Ez nagy pontosságot kíván, hogy a cső falvastagsága mindenütt nagyjából azonos, és ne túl vastag legyen. Végül sokszor az egészet benedvesített, pergamenszerű bőrrel vonják be, amely száradás után szorosan a hangszerre simul, megakadályozva a repedéseket. Az esetleges hanglyukakat ezután fúrják a csőre, a bőrt és a fát is átütve.

### Fémhangszerek

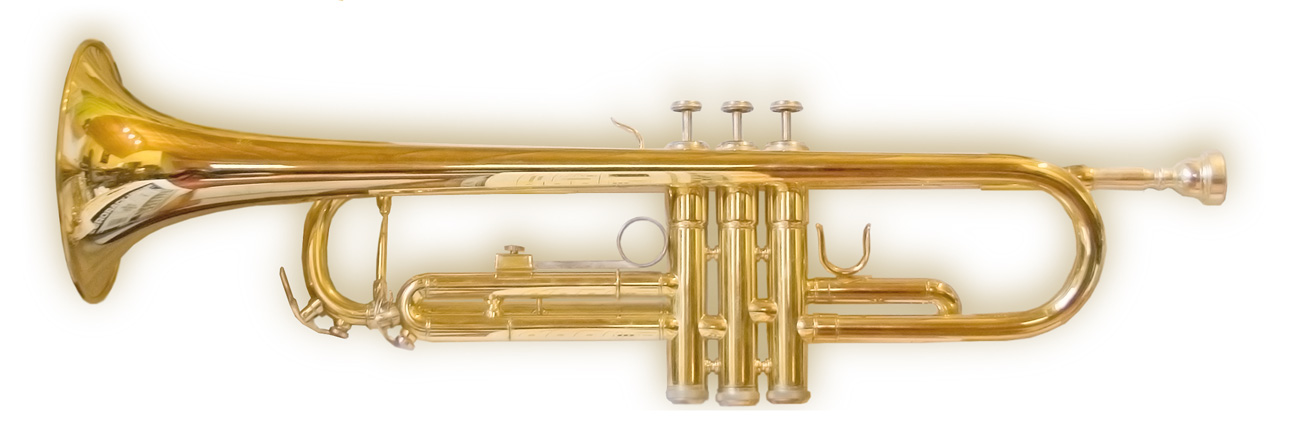
Trombita

A fúvóshangszerek fémlemezből való készítésének technológiája Keletről érkezett Európába a keresztes háborúk és az arab betörések nyomán a 10. században. A rézfúvós hangszerek gyártásánál a legkorszerűbb fémmegmunkálási módszerek alkalmazása mellett még ma is használnak olyan eljárásokat, technikákat, amelyek azóta is szinte változatlanok, sőt, hangszer-árjegyzékekben gyakran szerepel a „kézzel kalapált tölcsér” mint a hangszer értékét, minőségét garantáló kitétel.

#### A cső
A rézfúvós hangszerek anyaga sárgaréz, ezüstnikkel, vagy egyéb réztartalmú ötvözet, bronz, esetleg ezüst. A csövet és a tölcsért vékony lemezből készítik úgy, hogy a hangszer változó keresztmetszetű furatának megfelelő szabásminta szerint kivágják, körbehajlítják, majd egy hosszanti varrat mentén összeforrasztják. A forrasztáshoz használt ötvözetnek alacsonyabb az olvadáspontja, mint a hangszer anyagáé, így az utóbbi nem olvad meg a művelet során. Utána kalapálással, nyújtással alakítják. Ennek során a fém egyre ridegebb, keményebb lesz, ezért újra meg újra ki kell lágyítani, hogy az anyag törését, elrepedését megakadályozzák. Ez úgy történik, hogy a fémet vörös izzásig hevítik, majd lehűtik.

#### Hajlítás
A csövek hajlításakor az anyag gyűrődését, behorpadását úgy kerülik el, hogy belsejüket ólommal vagy szurokkal töltik ki, amit a hajlítás után kiolvasztanak. Ennek ellenére a belső íven az anyag gyakran megráncosodik, ezt finom kalapálással lehet elegyengetni. A hajlított cső belsejét úgy simítják, hogy szorosan beleillő átmérőjű acélgolyókat erőltetnek át a furaton.

#### A tölcsér
Kezdetben a tölcsér kiszélesedő része jóval keskenyebb, mint amilyennek lennie kell, ezt igen kitartóan kell kalapálni, nyújtani, közben mindig visszalágyítani. Végső formáját úgy nyeri el, hogy a kívánt formájú csőtágító tüskére húzva simítják. Ezt manapság gyakran esztergában megforgatva végzik úgy, hogy egy olajozott, polírizott végű acélszerszámmal nyújtják az anyagot a tüskére, kicsit hasonlóan ahhoz, ahogy a fazekas formálja az agyagot a korongon.
A tölcsér erősen kiszélesedő része készülhet külön darabból is, amit azután a cső végéhez forrasztanak. Ennek nem pusztán technológiai jelentősége van, mivel ha a tölcsér a csőből van kinyújtva, kiszélesítve, akkor szükségszerűen erősen el kell hogy vékonyodjon az anyaga a perem felé haladva, míg ha külön darabból, korongból formázzák, akkor éppen a peremén lesz a legvastagabb, és a csatlakozási hely felé haladva vékonyodik. Ez a hangzás szempontjából nem elhanyagolható különbség.
A tölcsér peremét szegéllyel erősítik meg, ez külön fémcsíkból készül, ami nincs a tölcsérhez forrasztva, csak szorosan ráhajlítva, és néha egy vékony fémgyűrűt is magában foglal.

#### Felületkezelés
A sorozatos izzítások során sötét oxidréteg rakódik a hangszerre, ezt a folyamat végén savas fürdőben való áztatással távolítják el, majd csiszolás, polírozás következik. A későbbi oxidáció megakadályozására gyakran nikkel, ezüst, esetleg aranyréteggel vonják be a hangszert, vagy lakkozzák.

## A hangszín
Azt gondolhatnánk, hogy a trombita, a harsona fényes, érces, „rezes” hangzása azzal függ össze, hogy rézből, fémből készül. A valóságban a felhasznált anyag e hangszercsalád esetében csak nagyon kicsi (bár nem elhanyagolható) mértékben befolyásolja a hangzást.
Ami lényegesebb: a rezonátorcső geometriai formája, pontosabban az, hogy annak keresztmetszete mekkora, és milyen séma szerint változik a fúvókától egészen a tölcsér pereméig. A szűk, javarészben hengeres, állandó keresztmetszetű, majd rohamosan tölcséresedő hangszerek – trombita, harsona – hangzása a legfényesebb, azok hangja tartalmazza a legtöbb felhangot. A bővebb menzúrájú, szinte egész hosszukban kúpszerűen táguló keresztmetszetű hangszerek – szárnykürt, jelzőkürtök, tubák – hangja ezzel szemben jóval lágyabb, selymesebb.
Meghatározó szerepe van a hangszín kialakulásában a fúvóka formájának, belső kiképzésének. A trombitához, harsonához széles, csésze formájú, a kürthöz kisebb, kúpos üregű fúvókát használnak.

## Lásd még
- Fúvós hangszerek
- Ajaksípos hangszerek, Nádnyelves hangszerek

## Külső hivatkozások

### magyar nyelven
- rézfúvós.lap.hu
- Rézfúvósok

### angol nyelven
- How Brass Instruments Work (Scott Whitener „A Complete Guide to Brass”)
- Acoustics of brass instruments
- Kathleen Cronin: Trombone In the Middle Ages and the Renaissance
- Elements of Brass Instrument Construction
- How Brass Instruments are Built
- Producing a harmonic sequence of notes with a trumpet
- Brasswind Terminology
- Harsona készítése a YouTube-on